# Унадон

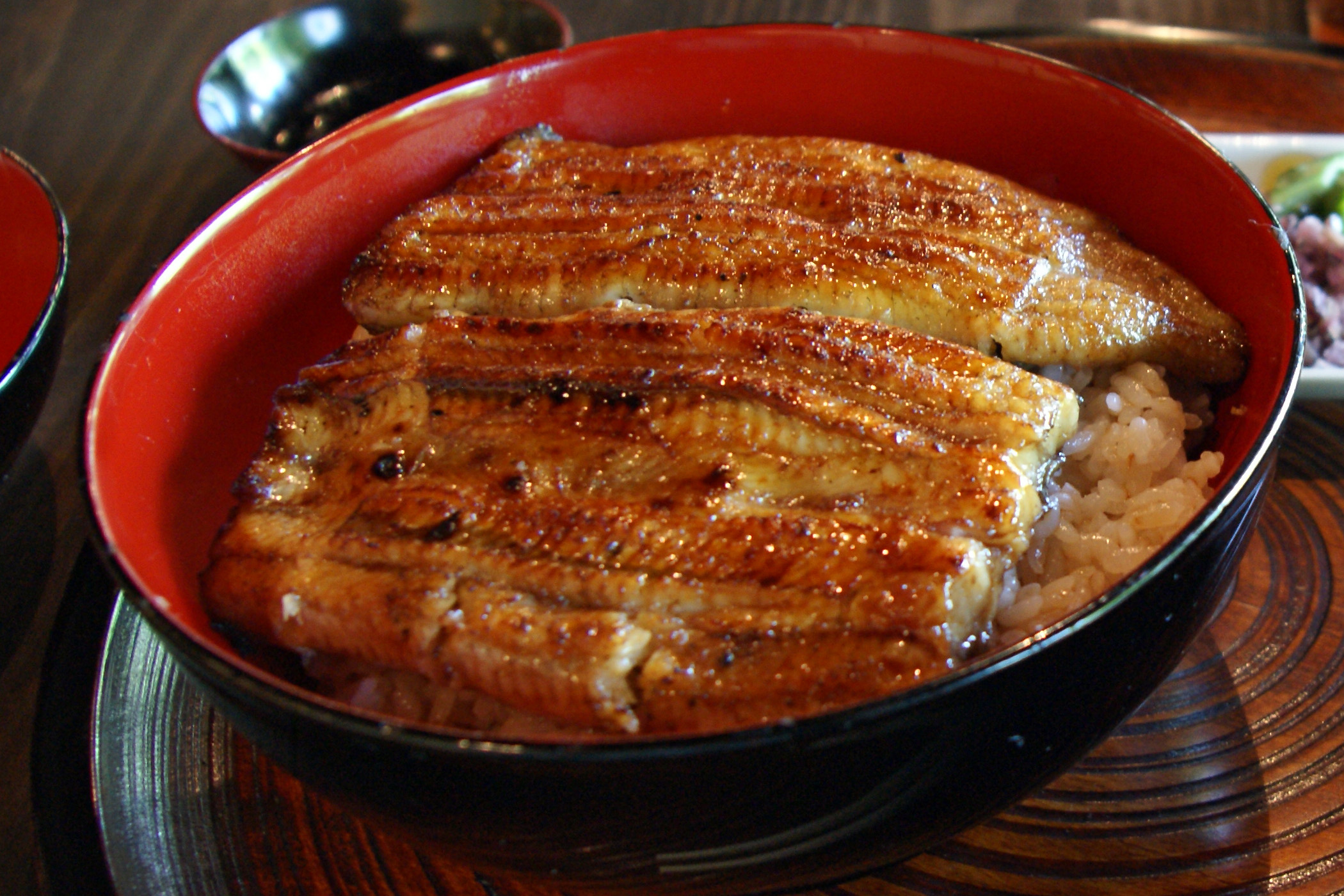
Унадон

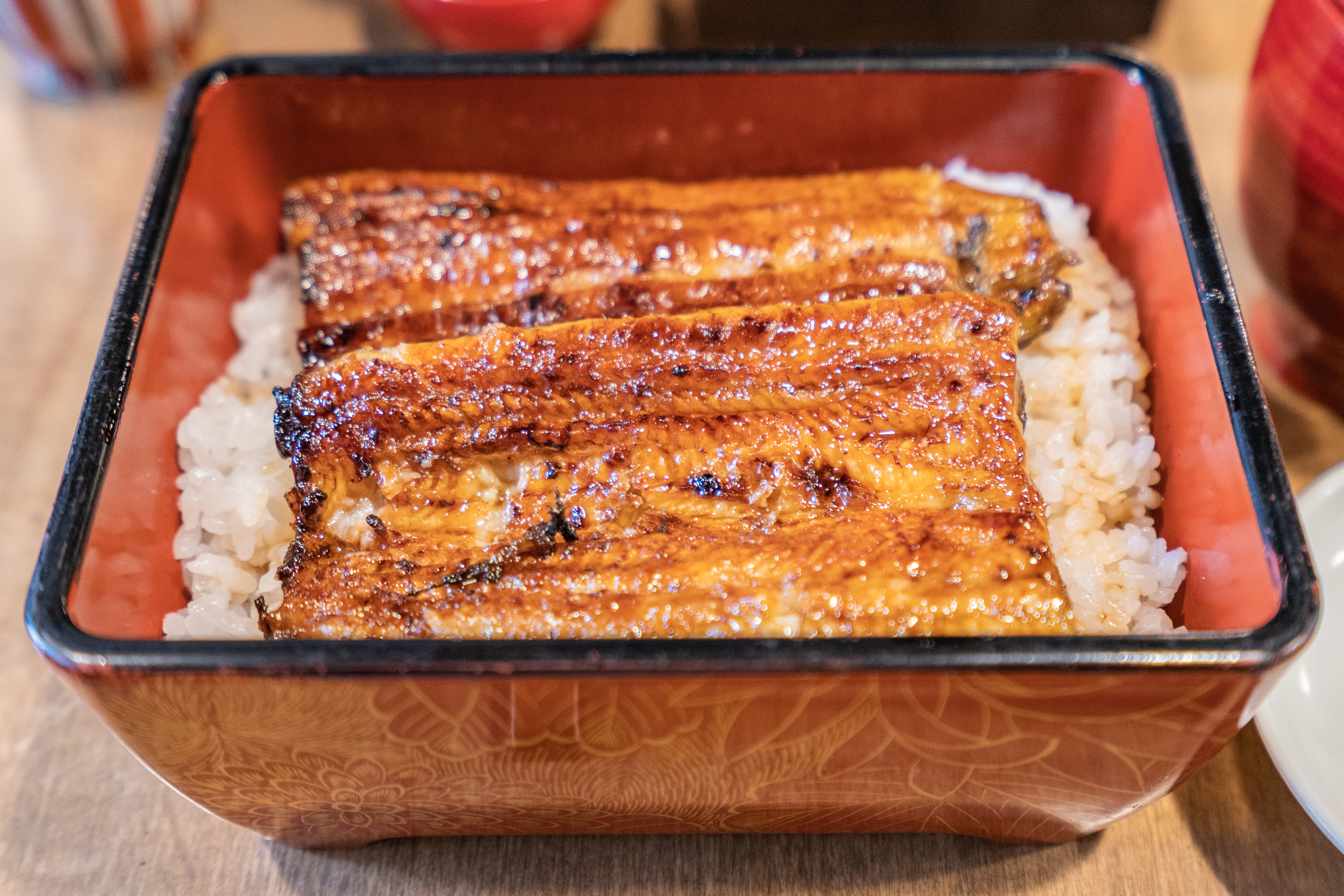
Унаджу

Унадон (яп. 鰻丼, скорочення від унагі донбурі, "чаша з вугром") — це страва, що виникла у Японії. Складається з донбурі, великої чаші, наповненої розпареним білим рисом, та філе вугра (унаґі) смаженого способом кабаякі, подібним до теріякі. Філе глазурують у солодкому соєвому соусі, таре, та карамелізують, бажано на вогні з деревного вугілля. Філе не лущиться, його смажать стороною зі шкірою вниз. На страву виливають таку кількість соусу таре щоб він просочився до рису розміщеного під вугрем. Зазвичай, страва посипається сушеними ягодами перцю саншо ("японський перець").

## Варіації
Варіації включають унаджу (鰻 重, та ж страва, але сервірується в лакованій коробці, джубако (重 箱)), нагаякі (長 焼 き, вугор та рис подаються окремо) та хіцумабуші (櫃 ま ぶ し).
Існує два стилі приготування вугра. Так, у регіоні Канто вугор спочатку готується на пару, перед тим, як його смажать з соусом, що робить вугра більш ніжним. У регіоні Кансай, вугор просто смажиться, без попередньої обробки на пару.

## Історія
Унадон був першим видом рисової страви донбурі. Страва була створена у пізній період Едо, в епоху Бунка (1804–1818) людиною на ім’я Імасуке Окубо з Сакай-мачі (сьогодні Ніхонбаші Нінгічо, Чюо, Токіо), і став хітом у районі, де колись стояли Накамура-за та Ічімура-за (театри кабукі).
Першою їдальнею, яка продавала цю страву, вважається Оноя (яп. 大野屋), у Фукіячо (яп. 葺屋町)  (поруч із Сакай-чо) у певний момент часу, ймовірно, до того, як театри згоріли в 1841 році і були відбудовані у іншому місці. Після великого голоду 1844 року страву продавали за одну довгасту монету Тенпо-сен, і вона набула популярності.
Що стосується унаджу, де вугор та рис подаються у коробці джубако, одна з гіпотез приписує цю страву певному Гіхей (яп. 大谷儀兵衛), який створив ресторан Фунаґі (яп. 鮒儀), що подавав прісноводну рибу у Санья, Асакуса, Токіо. Згідно з цією версією, унаджю вже існував у пізньому періоді Едо, однак не всі з цим погоджуються. Інші вважають, що унаджу з’явився в епоху Тайсьо,  використання ж лакованої коробки джубако, мало на меті створити враження розкоші. Унаджу, як правило, дорожчий за унадон.